# Zephyranthes briquetii
Zephyranthes briquetii là một loài thực vật có hoa trong họ Amaryllidaceae. Loài này được J.F.Macbr. miêu tả khoa học đầu tiên năm 1931.